# 坎波埃利亞斯市 (特魯希略州)

坎波埃利亞斯市（西班牙語：Municipio Juan Vicente Campos Elías），是委內瑞拉的一個市，位於該國西部特魯希略州，首府設於坎波埃利亞斯，始建於1936年6月18日，面積95.8平方公里，海拔高度2,200米，2011年人口5,331，人口密度每平方公里55.65人。